# Ryan Gomes
Ryan Anthony Gomes (Waterbury, 1º settembre 1982) è un allenatore di pallacanestro ed ex cestista statunitense con cittadinanza capoverdiana.

## Carriera

### NBA
Dopo aver superato i 2.000 punti e 1.000 rimbalzi nella sua esperienza al Providence College, viene scelto nel draft NBA 2005 al posto 50, secondo giro, dai Boston Celtics.

#### Stagione 2005-06
Indossando la maglia numero 4, Gomes trascorre la sua stagione da rookie giocando prevalentemente uscendo dalla panchina, in quanto le sue possibilità di giocare non erano moltissime, almeno all'inizio della stagione; invece, in seguito ad una trade con i Minnesota Timberwolves di gennaio 2006, si crea lo spazio per giocare di più. Subito dopo, con l'infortunio di Kendrick Perkins, viene inserito nel quintetto base.
Dopo esser divenuto titolare, Gomes eccelle e mantiene il posto nonostante il rientro di Perkins. Il 24 febbraio 2006 si impone con una sostanziosa doppia doppia da 17 rimbalzi e 13 punti. Gomes mette a segno almeno 10 punti in 21 delle 29 partite da titolare del 2006, in 7 delle quali ha anche catturato almeno 10 rimbalzi, a dimostrare la sua avvenuta maturazione.
Gomes si impegna e mette forza sotto i tabelloni, guadagnandosi la stima del colorito commentatore delle gare dei Celtics Tom Heinsohn, che lo descrive come il miglior rimbalzista offensivo del roster di Boston. Infatti, a dispetto della sua relativa scarsità di centimetri, si posiziona molto bene sotto il tabellone ed usa al meglio le proprie mani per catturare il rimbalzo o per un comodo lay-up.
Gomes viene inserito nell'All-Rookie Second Team e decide di partecipare alla Summer League 2006, dove dà ancora un'ottima prova di sé.

#### Stagione 2006-07
Gomes continua a imporsi, partendo da titolare in 60 partite in stagione, con 30 minuti, 12,1 punti, 1,6 assist e 5,6 rimbalzi di media. L'8 novembre 2006 arriva la sua prima tripla doppia in carriera, grazie a 10 punti, 12 rimbalzi e 10 assist contro gli Charlotte Bobcats, prima vittoria di Boston nella stagione 2006-07, dopo 3 sconfitte nelle prime 3 partite. Il 20 gennaio 2007 realizza il suo career high con 31 punti, nella sconfitta all'overtime contro i Washington Wizards. Uscendo dalla panchina, il 4 marzo 2007 realizza il suo carrer high di rimbalzi (17) con 21 punti in 51 minuti giocati nella partita vinta contro i Minnesota Timberwolves dopo un doppio overtime.
Il 7 marzo si infortuna al piede sinistro nella partita contro gli Houston Rockets, infortunio che lo costringe a star fuori per sette gare. Verso la fine della stagione, Gomes prende fiducia nel suo tiro da tre punti, tirando 14/34 nel mese di aprile, dopo che in carriera aveva tirato complessivamente 5/17.
Gomes attrae su di sé l'attenzione dei media nazionali per i commenti da lui fatti in seguito alla sconfitta patita il 13 aprile dai Milwaukee Bucks. Né Gomes né Rajon Rondo, playmaker titolare, giocano nei decisivi minuti finali. Dopo la partita, intervistato, Gomes rilascia delle dichiarazioni: "Io probabilmente avrei giocato, ma da quando siamo a caccia di un'alta posizione di scelta nel draft, le cose sono differenti". Questo è stato il primo commento di un giocatore dei Boston Celtics riguardo l'impressionante serie di sconfitte nel finale di stagione.

#### Stagione 2007-08
Il 31 luglio 2007 viene coinvolto, in compagnia di Gerald Green, Sebastian Telfair, Theo Ratliff, Al Jefferson e delle scelte del draft 2007, in una trade che lo porta ai Minnesota Timberwolves in cambio di Kevin Garnett. Il 21 gennaio 2008 migliora il suo career high con 35 punti messi a segno nella vittoria 109-108 sui Golden State Warriors. Gomes gioca in tutte e 82 le partite dei T-Wolves, partendo in quintetto in 74 occasioni, e colleziona 12,6 punti, 5,8 rimbalzi e 1,8 assist di media a partita.

## Statistiche

### College
| Anno      | Squadra           | PG  | PT  | MP   | TC%  | 3P%  | TL%  | RP  | AP  | PRP | SP  | PP   |
| --------- | ----------------- | --- | --- | ---- | ---- | ---- | ---- | --- | --- | --- | --- | ---- |
| 2001-2002 | Providence Friars | 24  | 23  | 31,5 | 55,9 | 0,0  | 61,3 | 7,8 | 1,5 | 1,4 | 0,7 | 13,8 |
| 2002-2003 | Providence Friars | 32  | 32  | 36,0 | 53,7 | 0,0  | 84,0 | 9,7 | 2,1 | 1,7 | 0,8 | 18,4 |
| 2003-2004 | Providence Friars | 29  | 29  | 34,8 | 50,7 | 33,3 | 87,0 | 9,4 | 2,3 | 1,6 | 0,1 | 18,9 |
| 2004-2005 | Providence Friars | 31  | 31  | 37,5 | 49,6 | 38,0 | 77,0 | 8,2 | 3,2 | 1,5 | 0,2 | 21,6 |
| Carriera  | Carriera          | 116 | 115 | 35,1 | 51,9 | 35,2 | 78,9 | 8,9 | 2,3 | 1,6 | 0,4 | 18,4 |

### NBA

#### Regular Season
| Anno      | Squadra            | PG  | PT  | MP   | TC%  | 3P%  | TL%  | RP  | AP  | PRP | SP  | PP   |
| --------- | ------------------ | --- | --- | ---- | ---- | ---- | ---- | --- | --- | --- | --- | ---- |
| 2005-2006 | Boston Celtics     | 61  | 33  | 22,6 | 48,7 | 33,3 | 75,2 | 4,9 | 1,0 | 0,6 | 0,1 | 7,6  |
| 2006-2007 | Boston Celtics     | 73  | 60  | 31,2 | 46,7 | 38,1 | 81,1 | 5,6 | 1,6 | 0,7 | 0,2 | 12,1 |
| 2007-2008 | Minnesota T'wolves | 82  | 74  | 29,7 | 45,7 | 33,0 | 83,0 | 5,8 | 1,8 | 0,8 | 0,1 | 12,6 |
| 2008-2009 | Minnesota T'wolves | 82  | 76  | 31,9 | 43,1 | 37,2 | 80,7 | 4,8 | 1,6 | 0,8 | 0,3 | 13,3 |
| 2009-2010 | Minnesota T'wolves | 76  | 64  | 29,1 | 44,7 | 37,2 | 82,5 | 4,6 | 1,6 | 0,8 | 0,2 | 10,9 |
| 2010-2011 | L.A. Clippers      | 76  | 62  | 27,6 | 41,0 | 34,1 | 71,8 | 3,3 | 1,6 | 0,8 | 0,2 | 7,2  |
| 2011-2012 | L.A. Clippers      | 32  | 2   | 13,3 | 32,6 | 13,8 | 72,7 | 1,9 | 0,4 | 0,5 | 0,0 | 2,3  |
| 2013-2014 | Oklahoma Thunder   | 5   | 0   | 6,8  | 37,5 | 0,0  | -    | 0,8 | 0,2 | 0,0 | 0,0 | 1,2  |
| Carriera  | Carriera           | 487 | 371 | 27,6 | 44,5 | 34,9 | 79,9 | 4,6 | 1,5 | 0,7 | 0,2 | 10,1 |

### G League

#### Regular Season
| Anno      | Squadra        | PG | PT | MP   | TC%  | 3P%  | TL%  | RP  | AP  | PRP | SP  | PP   |
| --------- | -------------- | -- | -- | ---- | ---- | ---- | ---- | --- | --- | --- | --- | ---- |
| 2015-2016 | L.A. D-Fenders | 31 | 28 | 32,0 | 48,2 | 37,2 | 85,6 | 8,1 | 3,1 | 0,9 | 0,4 | 18,2 |
| Carriera  | Carriera       | 31 | 28 | 32,0 | 48,2 | 37,2 | 85,6 | 8,1 | 3,1 | 0,9 | 0,4 | 18,2 |

#### Playoffs
| Anno     | Squadra        | PG | PT | MP   | TC%  | 3P%  | TL%  | RP  | AP  | PRP | SP  | PP   |
| -------- | -------------- | -- | -- | ---- | ---- | ---- | ---- | --- | --- | --- | --- | ---- |
| 2016     | L.A. D-Fenders | 9  | 9  | 34,7 | 46,4 | 28,6 | 92,9 | 8,4 | 2,0 | 1,0 | 0,4 | 20,1 |
| Carriera | Carriera       | 9  | 9  | 34,7 | 46,4 | 28,6 | 92,9 | 8,4 | 2,0 | 1,0 | 0,4 | 20,1 |

## Palmarès
- NCAA AP All-America First Team (2004)
- NBA All-Rookie Second Team (2006)
- NBA Development League Impact Player of the Year Award (2016)
- All-NBDL Third Team (2016)